# Styracaster simplipaxillatus
Styracaster simplipaxillatus is een kamster uit de familie Porcellanasteridae.
De wetenschappelijke naam van de soort werd in 1986 gepubliceerd door Belyaev & Moskalev.